# Перископ
Перископ (грч. περι - „око“ и грч. σκοπεω - «сат") - оптички инструмент за осматрање околине који омогућава посматрачу који се налази испод нивоа воде, укопаном испод нивоа земљине површине, или стационираном иза било какве препреке, посматрање објеката изнад нивоа воде, односно копна, односно било какве препреке.

## Историјат перископа
Први перископ је конструисао Јохан Гутенберг око 1430. године. Тим перископом је посматрао, преко глава посјетиоца, неки фестивал у Ахену. Био је то најпростији перископ сачињен од два равна паралелна огледала размакнута у цеви (тубус) перископа на потребну удаљеност, и постављена, у односу на оптичку осу перископа, под углом од 45%. Светлост од посматране околине која је улазила кроз објектив перископа одбијала се од равног огледала објектива постављеног под углом од 45%, ка другом равном огледалу окулара, постављеног такође под углом од 45%, да би се пројектовала у жутој мрљи на мрежњачи посматрачевог ока.
Ма како је први перископ настао готово наивно, ускоро су се, његове многоструке могућности, потекле из идеје конспирације - видим, а мене не виде, препоручиле, прије свега у војне и ратне сврхе. Они су великом брзином усавршавани. Равна огледала замијениле су призме. Онда су они почели да раде као дурбини, односно телескопи, па више нису посматрану околину само транслатовали оку посматрача, већ су је и увећавали сложеним оптичким системима, да би, недуго затим, могли да посматрају и ноћу са ИЦ уређајима. Почели су се примјењивати интензивно и на води и на копну.
Године 1854, Хиполит Мари-Дејви изумео је први поморски перископ, који се састојао од вертикалне цеви са два мала огледала причвршћена на сваком крају под углом од 45°. Сајмон Лејк је користио перископе у својим подморницама 1902. Сер Хауард Граб је усавршио уређај у Првом светском рату. Морган Робертсон (1861–1915) је тврдио да је покушао да патентира перископ: описао је подморницу користећи перископ у својим фикционим делима.
Перископи, у неким случајевима причвршћени за пушке, коришћени су у Првом светском рату (1914–1918) да би војницима омогућило да виде преко врхова ровова, избегавајући тако излагање непријатељској ватри (посебно снајперима). Перископска пушка је наишла на употребу током рата – била је то пешадијска пушка којом се нишанило помоћу перископа, тако да је стрелац могао да гађа оружјем са безбедног положаја испод парапета рова.
Током Другог светског рата (1939–1945), артиљеријски посматрачи и официри користили су посебно произведен перископски двоглед са различитим носачима. Неки од њих су такође омогућавали процену удаљености до мете, јер су дизајнирани као стереоскопски даљиномери.
- Аустралијске лаке коњичке трупе користе перископску пушку, Галипољска кампања, 1915. Фотографија Ернеста Брукса.
- Помоћни перископ за подморнице из чланка The Electrical Experimenter, Vol. IV, No. 38., 1916
- Тим немачких артиљеријских посматрача који користе перископски двоглед, 1943

## Обични перископ
Перископ од два равна огледала нагнута 45% на оптичку осу .

## Рововски перископ
Перископ на бојишту којим се посматра непријатељски положај из склоништа, рова или оклопљене куполе - бункера. Састоји се од призме на горњем дијелу вертикалне цијеви, који вири из рова и доње призме са окуларним сочивима на доњем дијелу цијеви који се налази у рову или оклопљеној куполи.

## Перископи оклопних возила
Тенкови и оклопна возила користе перископе: они омогућавају возачима, командирима тенкова и другом особљу у возилу да прегледају своју ситуацију кроз кров возила. Пре перископа, у оклопу су били исечени прорези за директан вид како би посада могла да види. Перископи омогућавају преглед ван возила без потребе за сечењем ових слабијих отвора за вид у предњем и бочном оклопу, чиме се боље штити возило и посада.
Заштитоскоп је сродни перископски уређај за вид дизајниран да обезбеди прозор у оклопној плочи, сличан прорезу за директни вид. Компактни перископ унутар протектоскопа омогућава да се видни прорез заклони са размакнутом оклопном плочом. Ово спречава потенцијалну тачку уласка ватре из малокалибарског оружја, са само малом разликом у висини вида, али и даље захтева да се оклоп пресече.
У контексту борбених оклопних возила, као што су тенкови, уређај за перископски вид се такође може назвати епидијаскоп. У овом контексту, перископ се односи на уређај који може да се ротира како би обезбедио шире видно поље (или је фиксиран у склоп који то може), док је епископ фиксиран на месту.
Перископи се такође могу означавати сленг називом, нпр. „shufti-scope”.

### Гандлахов и Викерсов перископи од 360 степени
Важан развој, Гандлахов ротациони перископ, укључивао је ротирајући врх са додатном призмом која се може бирати која преокреће поглед. Ово је омогућило команданту тенка да добије видно поље од 360 степени без померања свог седишта, укључујући и задњи вид ангажовањем додатне призме. Овај дизајн, који је патентирао Рудолф Гандлах 1936. године, први пут је употребљен у пољском лаком тенку 7-ТП (произвођеном од 1935. до 1939.).
Технологија Гундлах-Викерс је подељена са Америчком армијом за употребу у њеним тенковима, укључујући Шерман, направљеним да испуни заједничке британске и америчке захтеве. Ово је довело до послератне контроверзе кроз правни поступак: „После Другог светског рата и дуге судске битке, 1947. године, Рудолф Гундлах, примио је велику исплату за свој патент перископа од дела његових произвођача.“
СССР је такође копирао дизајн и интензивно га користио у својим тенковима, укључујући Т-34 и Т-70. Копије су засноване на Ленд-Лис британским возилима, а многи делови су и даље заменљиви. Немачка је такође направила и користила копије.

## Подморнички перископ
Подморнички перископ се користи за посматрање околине изнад водене површине или неба (антиперископ) из зароњене подморнице. Његова дужина је и до 15 метар тако да се са њим може посматрати са сигурне дубине. Он је телескопски покретан те се може извлачити из тијела подморнице и по завршеном осматрању увлачити у подморницу. У горњем дијелу је узак, свега до 35 мм, да би остао тешко примјетљив, а под водом је шири да би што боље амортизовао разне вибрације, и тако задржао добру видљивост. Овај перископ је такозвани тактички перископ и њиме рукује искључиво командант подморнице.
Подморница има 2 до 4 перископа којима руководе различити руковаоци. Ови перископи имају различите намене:
- навигацијски, који служи за мерење висине небеских тијела и њиме рукује други официр подморнице,
- нападни са нишаном,
- ноћни, велике свјетлосне снаге
- телеметријски за мјерење даљине
- стереоскопски за обично и стереоскопско фотографисање
- радарски са уграђеном антеном за мјерење даљине при јако слабој видљивости.

Перископи омогућавају подморници, када је зароњена на релативно малој дубини, да визуелно тражи оближње циљеве и претње на површини воде и у ваздуху. Када се не користи, перископ подморнице се увлачи у труп. Командант подморнице у тактичким условима мора да буде дискретан када користи свој перископ, јер он ствара видљив траг (и може постати детектован радаром), одајући положај подморнице.
Подморнице су рано усвојиле перископе. Капетан Артур Кребс је адаптирао два на експерименталној француској подморници Гимнот 1888. и 1889. Шпански проналазач Исак Перал опремио је своју подморницу Перал (развијену 1886. али поринуту 8. септембра 1888. године) фиксним перископом који се не може увлачити који је користио комбинацију призми да пренесе слику подморничару. (Перал је такође развио примитивни жироскоп за подморничку навигацију и био пионир у могућности испаљивања живих торпеда док су под водом.
Према подацима из 2009. године, модерни перископи за подморнице садрже сочива за увећање и функционишу као телескопи. Обично користе призме и тоталну унутрашњу рефлексију уместо огледала, јер су призме, које не захтевају премазе на рефлектујућој површини, много робусније од огледала. Они могу имати додатне оптичке могућности као што су одређивање домета и циљање. Механички системи подморских перископа обично користе хидраулику и морају бити прилично чврсти да би издржали отпор кроз воду. Шасија перископа такође може да подржава радио или радарску антену.
Подморнице су традиционално имале два перископа; перископ за навигацију или посматрање и перископ за циљање, или командантов. Морнарице су првобитно монтирале ове перископе у бојни торањ, један испред другог у уским труповима дизел-електричних подморница. У много ширим труповима подморница америчке морнарице ове две делују један поред другог. Опсервацијски опсег, који се користи за скенирање морске површине и неба, обично је имао широко видно поље и без увећања или увећање мале снаге. Циљајући или „нападни“ перископ, поређења ради, имао је уже видно поље и веће увећање. У Другом светском рату и ранијим подморницама то је било једино средство за прикупљање података о циљу за прецизно испаљивање торпеда, пошто сонар још није био довољно напредан за ову сврху (одређивање распона сонаром захтевало је емитовање електронског „пинга“ који је одавао локацију подморница) и већина торпеда је била невођена.
Подморнице 21. века не морају нужно имати перископе. Подморнице Америчке морнарице класе Вирџинија и подморнице Краљевске морнарице класе Астјут уместо тога користе фотоничке јарболе, које је увео ХМС Тренчант Краљевске морнарице, који подижу сензор за електронско снимање изнад воде. Сигнали са сензорског сета електронски путују до радних станица у контролном центру подморнице. Док каблови који преносе сигнал морају продрети у труп подморнице, они користе много мањи отвор трупа који се лакше заптива, а самим тим су јефтинији и сигурнији, од оних који захтевају перископи. Елиминисање телескопске цеви која пролази кроз борбени торањ такође омогућава већу слободу у пројектовању трупа под притиском и у постављању унутрашње опреме.
- Официр код перископа у контролној соби подморнице америчке морнарице у Другом светском рату
- Подморски монокуларни нападни перископ
- Торпедовани јапански разарач Јамаказа фотографисан кроз перископ УСС Наутилуса, 25. јуна 1942.